# Nybrännberget
Nybrännberget är ett naturreservat som ligger inom Ludvika kommun i Dalarnas län, cirka 9 kilometer rakt väster om Grangärde.  Reservatet bildades 1991 och har en area av 171 ha. Nybrännberget naturreservat ingår i det europeiska nätverket Natura 2000 och är det bäst bevarade urskogsområdet i Dalarnas bergslagsregion.
I reservatet finns tre bergstoppar: Råklacken i nordväst (395 m ö.h.), Nybrännberget i söder (370 m ö.h.) och Styggberget längs ostsidan (365 m ö.h.). Berggrunden utgörs av fellingsbrogranit, en ögongranit med stora kalifältspatskristaller och terrängen är stor- och rikblockig.
Områdets södra del genomkorsas av en skogsväg och en skogsväg går också längs områdets östra sida längs med Labäcken öster om Styggberget. Södra delen av reservatet är sank och blöt (och här finns också den lilla mossegölen Nybrännbergstjärnen) liksom dalsänkan mellan Nybrännberget och Styggberget i vilken Källarbäcken rinner, medan området i norr mellan Råklacken och Styggberget upptas av en liten mosse (från vilken Fällbäcken rinner söderut och ansluter till Källarbäcken), Vegetationen utgörs huvudsakligen av gransumpskog i lägre fuktigare partier, via blåbärsgranskog (dominerande vegetationstyp) och lingontallskog till hällmarkstallskog på topparna. Lövinslaget är förhållandevis stort och utgörs främst av björk och asp, därutöver enstaka rönnar och, längs bäckarna, gråal och klibbal.
I Nybrännbergets kärnområde är skogen mycket gammal. Tidigare markägaren, Billerudkoncernen, avsatte 1967 ett internt reservat om 4,3 ha på södra Nybrännberget, just norr om skogsvägen, och åldersbestämde 48 tallar, två av dem var då 430 år gamla. I gammeltallarna finns spår av upp till fyra, möjligen fem bränder. Det finns även talrika rester av nedbrunna träd, därav namnet ”Nybrännberget”. 
Påverkan av skogsbruk är mycket ringa i den södra delen av området, medan äldre spår av avverkning finns vid Styggberget-Råklacken. Bland annat har kolning förekommit vilket rester av milbottnar visar. Det har dock aldrig utförts något modernt skogsbruk i Nybrännbergets naturreservat. Området är skyddat som naturreservat med föreskrifter som skyddar Nybrännberget från alla typer av exploatering.

## Bilder

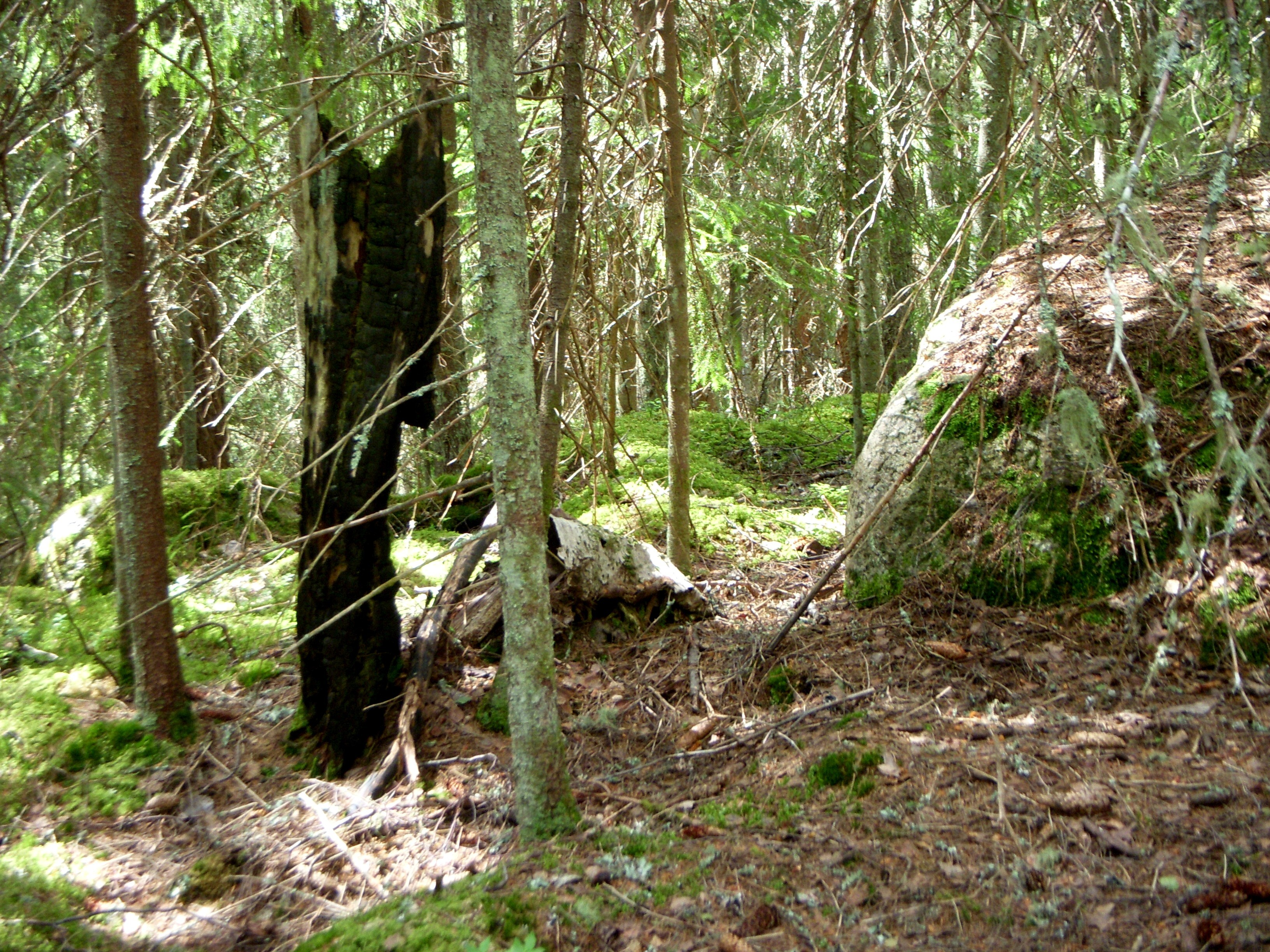
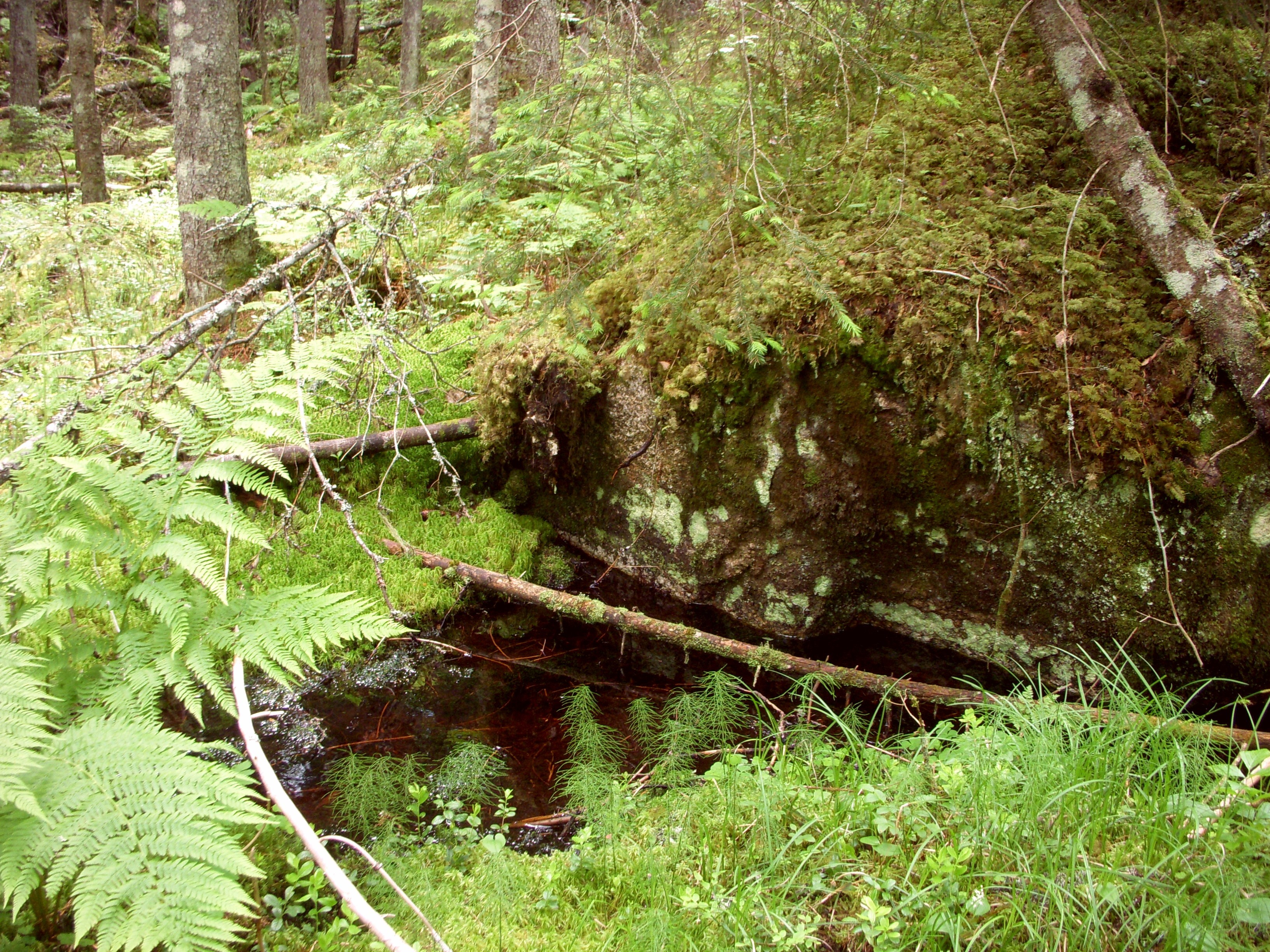
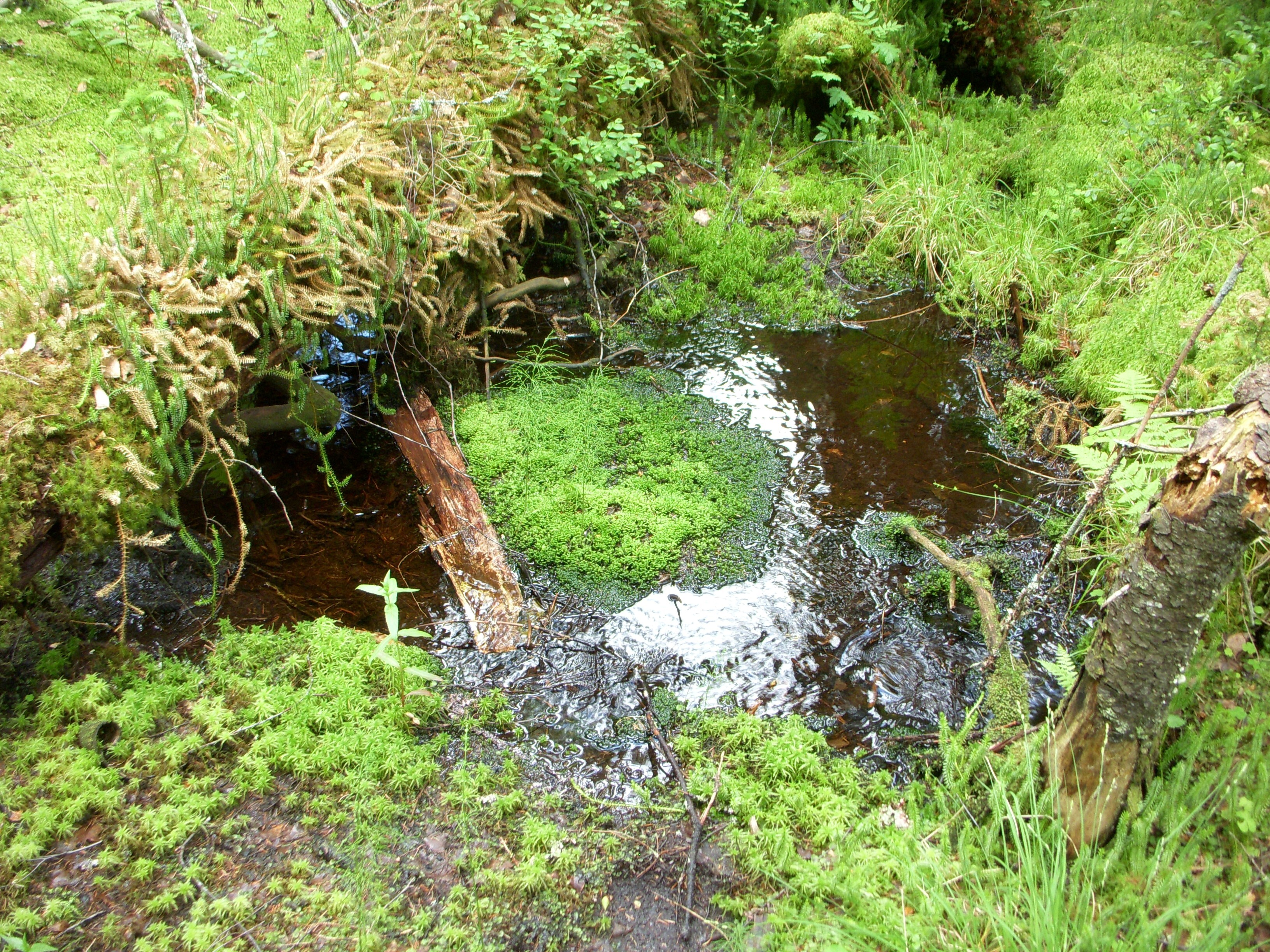
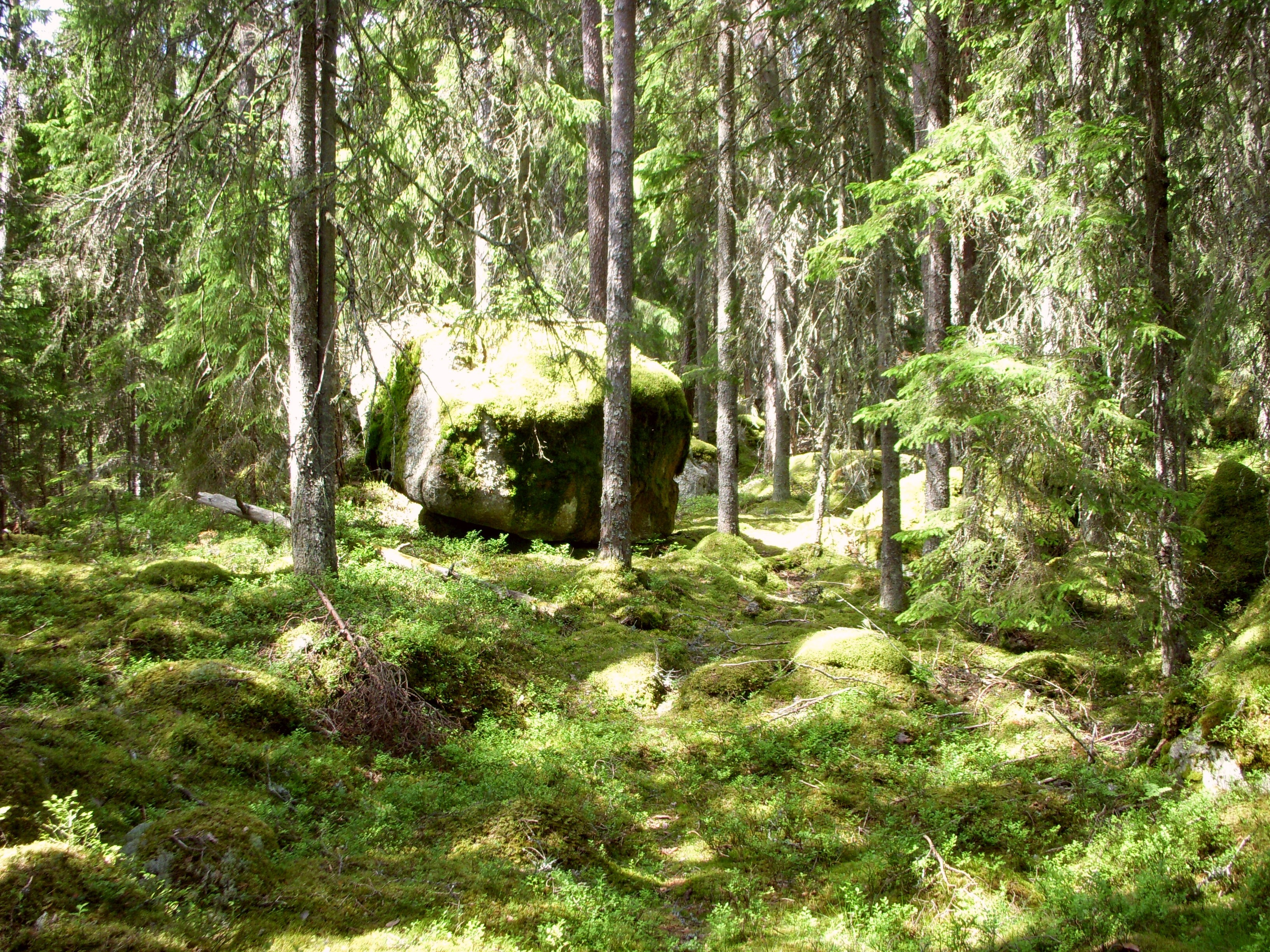